# Shaun Dingwall

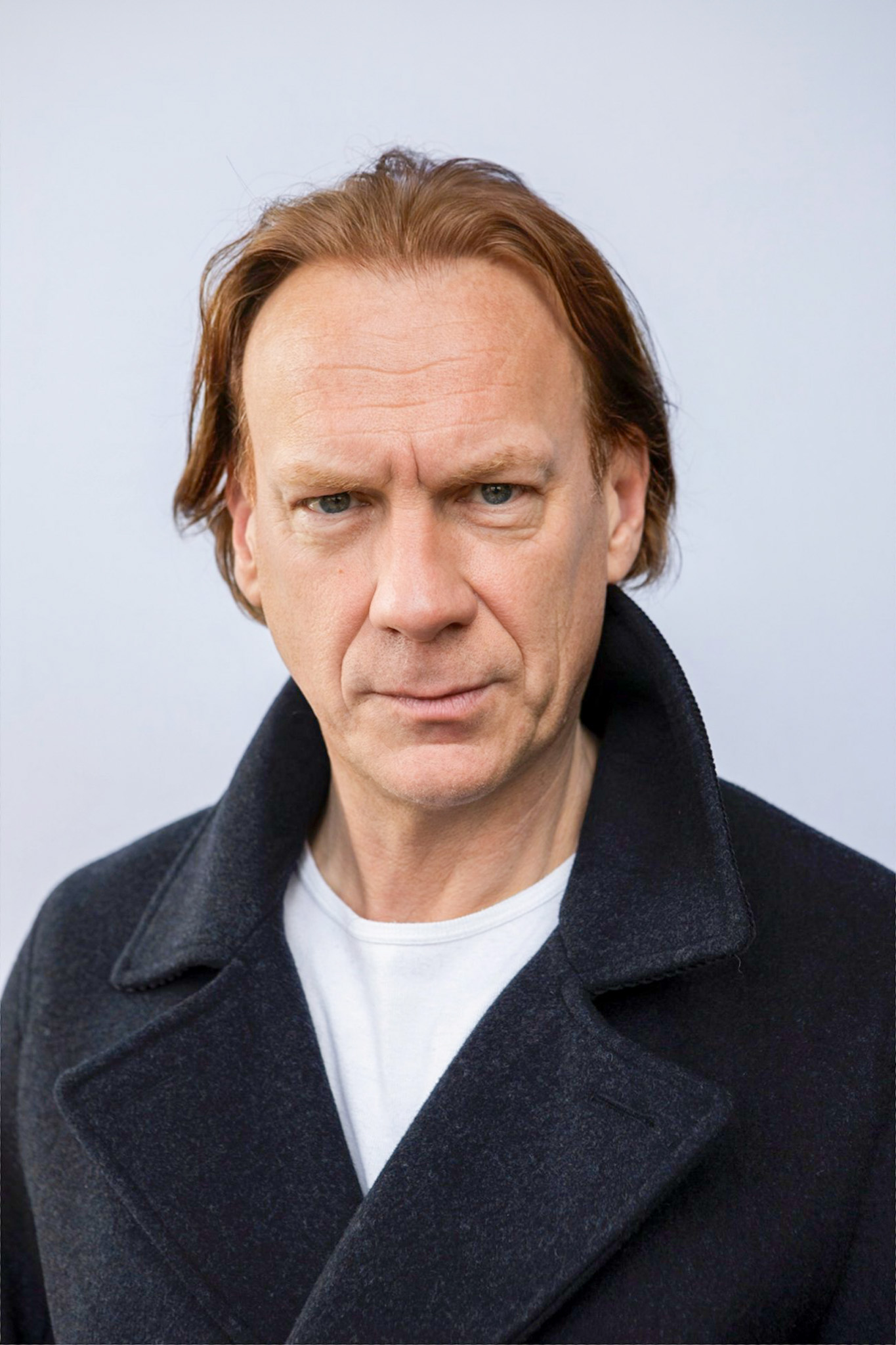
Shaun Dingwall in 2023

Shaun Dingwall (Londen, 24 maart 1972) is een Brits acteur.

## Biografie
Dingwall doorliep het voortgezet onderwijs aan de County High School for Boys in Ilford, waar hij in 1988 zijn diploma haalde. Zijn eerste ambitie was fotograaf worden. Hij werkte een aantal jaar als assistent-fotograaf voor de mode-industrie en de commerciële auto-industrie. In 1990 besloot hij zijn carrière voort te zetten als acteur en nam les aan de Central School of Speech and Drama in Londen. 
Dingwall begon in 1993 met acteren in de film Genghis Cohn, waarna hij nog meerdere rollen speelde in films en televisieseries. Hij speelde onder andere in Soldier Soldier (1995-1996), Doctor Who (2005-2006) en Silent Witness (2015). Naast het acteren voor televisie is hij ook actief in het theater. Zo heeft hij opgetreden in theaters op West End. Ook speelde hij mee in de toneelstukken Beautiful Thing, Troilus en Cressida en Hendrik IV.

## Filmografie

### Films
Uitgezonderd korte films.
- 2022 Inland - als John
- 2019 Responsible Child - als Scott
- 2017 Goodbye Christopher Robin - als Alfred
- 2017 Maigret in Montmartre - als inspecteur Janvier
- 2017 Maigret: Night at the Crossroad - als inspecteur Janvier
- 2016 Maigret's Dead Man - als inspecteur Janvier
- 2016 Maigret Sets a Trap - als inspecteur Janvier
- 2014 The Forgotten - als Mark
- 2013 Scar Tissue - als Snowdon
- 2013 Summer in February - als Harold Knight
- 2013 The Suspicions of Mr Whicher: The Murder in Angel Lane - als inspecteur George Lock
- 2009 The Young Victoria - als huishouder
- 2008 Hush - als PC Mitchall
- 2007 Learners - als Ian
- 2007 Outlanders - als DI Cartwright
- 2007 Sex, the City and Me - als Tony
- 2007 The Mark of Cain - als majoor Godber
- 2006 Someone Else - als Michael
- 2006 Hannibal - als Scipio
- 2005 Colour Me Kubrick: A True...ish Story - als Maitre D'
- 2005 On a Clear Day - als
- 2003 Carla - als Paul
- 2003 Lloyd & Hill - als Patrick Murray
- 2002 Tomorrow La Scala! - als Kevin
- 2002 Villa des Roses - als Richard Grünewald
- 2002 Crime and Punishment - als Razhumikin
- 1999 Underground - als Jake
- 1994 Second Best - als Graham (20 jaar oud)
- 1993 Genghis Cohn - als sergeant Hubsch

### Televisieseries
Uitgezonderd eenmalige gastrollen.
- 2024 Constellation - als Ian Rogers - 2 afl.
- 2019-2023 Top Boy - als Jeffrey - 8 afl.
- 2020 Noughts + Crosses - als Jack Dorn - 6 afl.
- 2016 DCI Banks - als chief superintendent Colin Anderson - 5 afl.
- 2015 Legends - als Liam Crawford - 3 afl.
- 2015 Silent Witness - als Adam Lansley - 2 afl.
- 2014 The Driver - als rechercheur Ryder - 2 afl.
- 2013 Breathless - als Charlie Enderbury - 6 afl.
- 2012 Above Suspicion: Silent Scream - als DCI Mike Lewis - 3 afl.
- 2010-2011 Rock & Chips - als Reg Trotter - 3 afl.
- 2011 Above Suspicion: Deadly Intent - als DCI Mike Lewis - 3 afl.
- 2010 Above Suspicion 2: The Red Dahlia - als DCI Mike Lewis - 3 afl.
- 2009 Moses Jones - als Roger Dankorth - 2 afl.
- 2009 Above Suspicion - als DCI Mike Lewis - 2 afl.
- 2005-2006 Doctor Who - als Pete Tyler - 4 afl.
- 2003 Charles II: The Power & the Passion - als Earl of Danby - 2 afl.
- 2003 Messiah 2: Vengeance Is Mine - als Daniel Jameson - 2 afl.
- 2001 In a Land of Plenty - als James Freeman - 9 afl.
- 1997-1999 Touching Evil - als Mark Rivers - 16 afl.
- 1997 The Phoenix and the Carpet - als inbreker - 6 afl.
- 1995-1996 Soldier Soldier - als Steve Evans - 22 afl.
- 1993-1994 The Bill - als Colin Drake - 2 afl.

- Biblioteca Nacional de España: XX5043409
- Gemeinsame Normdatei: 1132280125
- International Standard Name Identifier: 0000 0001 1481 8346
- Library of Congress Control Number: no2010135188
- MusicBrainz: ead4b14d-f0c0-478f-833d-17f8a090a72d
- Nationale Bibliotheek van Tsjechië: xx0152986
- Nationale Bibliotheek van Israël: 987012469332005171
- Système universitaire de documentation: 231128444
- Virtual International Authority File: 131774545
- WorldCat: E39PBJvd8Gw4MYgKQKY9FtbKh3